# وجنی
وجنی یکی از روستاهای استان آذربایجان شرقی است که در دهستان ورگهان بخش مرکزی شهرستان اهر واقع شده‌است. این روستادرکناررودخانه دره رودقرارگرفته وروستایی پرآب محسوب می‌شودودارای باغ‌های میوه ازنوع سیب قرمز، شلیل، هلو، توت، زردآلووغیره‌است. درقدیم محصول عمده آن پنبه وبرنج بوده که امروزه عمدتابه باغ تبدیل شده‌اند. شغل مردم آن باغداری و کشاورزی است و در کنار آن به دامپروری مشغول هستند.
مردم روستای وجنی در زمان طاغوت ،زیرشدیدترین ظلم وستم ازطرف خوانین قرارداشتند.وبعدازانقلاب باشکوه اسلامی توسط خمینی کبیر(ره)به آزادی ورهایی از هرگونه ظللم وستم رسیدند.وبعدازانقلاب اسلامی برق رسانی ،آب رسانی،ساخت جاده مواصلاتی ،خانه بهداشت،ومدرسه و مخابرات وسایرخدمات دیگرانجام شد
به لحاظ تاریخی روستایی کهن محسوب می‌شودووجودسنگ نوشته‌هاونیز سنگ قبرها که بر روی آن‌ها تصاویری ازصحنه‌های جنگ کشیده شده وخرابه‌های خانه‌های روستایی در آن طرف رودخانه این حرف را تأیید می‌کند،همچنین مکان‌هایی وجوددارد که که به آن‌ها اجاق و پیرگفته می‌شود وتاچند سال پیش هم مردم برای دعای باران به انجا می‌رفتند و به نظر می‌رسد محل عبادت مردم درقدیم بوده.وکانال سنگی که ازصخره کوه تراشیده شده که برای انتقال آب بوده و قدمتش به قبل از اسلام برمی گردد. بیشتر آثار قدیمی،کتیبه هاواشکال سنگی به همراه اشیاباارزش مدفون در زیر خاک‌ها درزمان طاغوت بغارت رفتند. این روستا درمرز دواستان آذربایجانشرقی واردبیل قرارگرفته‌است. در۲۰کیلومتری آن قلعه باشکوهی به نام قهقهه وجوددارد که درعصرصفوی به عنوان زندان ازآن استفاده می‌شده‌است.